# Maurice Boyer
Pour les articles homonymes, voir Moriss (homonymie) et Boyer.
Frédéric Édouard Maurice Boyer dit Moriss (Nîmes, 3 mai 1874 - Paris 6e, 23 mars 1963) est un dessinateur, caricaturiste, illustrateur et comédien français.

## Biographie
Moriss est un dessinateur humoristique, membre de la Société des humoristes, qui collabora à plusieurs revues et journaux de la Belle Époque, comme Le Polichinelle (1897-1899), L'illustré de poche (1898-1899), Le Bon Vivant (1899-1906), Gil Blas (1899-1901), La France de Bordeaux et du Sud-Ouest (1901), La Vie pour rire (1901), Almanach du sans-gêne (1901-1902), Le Rire (1901-1903), L'Indiscret (1903), La Vie populaire (1903), La Jeunesse illustrée (1904), Le Sourire (1902-1911), Le Frou-frou (1904), Le Journal pour tous (1905), L'Assiette au beurre (1901-1904),  Le Pêle-Mêle (1910-1911), Pages folles (1911-1913), Comœdia (1912-1914), La Baïonnette (1917-1919), Le Régiment (1914-1918), Excelsior (1916), L'Humour (1923), Le Journal amusant (1923),  Ric et Rac (1932), Francis (1938), Paris beauté (1940). Son trait est de plus en plus épuré et géométrique au fil des années.
Il cesse l'illustration comique en 1940 pour se consacrer au music-hall.